# Bad Liar (canción de Imagine Dragons)
«Bad Liar» (en español: «Mal Mentiroso») es una canción de la banda estadounidense de pop rock Imagine Dragons, lanzada el 6 de noviembre de 2018 por KIDinaKORNER e Interscope Records como el cuarto sencillo de su cuarto álbum de estudio, «Origins». Fue escrita por los intérpretes, la vocalista Aja Volkman de Nico Vega y el productor Jorgen Odegard.

## Composición
«Bad Liar» fue escrita por la agrupación, el productor Jorgen Odegard y Aja Volkman, vocalista del grupo Nico Vega y entonces esposa del líder Dan Reynolds, quienes llevaban separados desde el 26 de abril de 2018.
En general, «Bad Liar» se enfoca únicamente en la relación matrimonial que tuvieron Reynolds y Volkman, y cómo fue complicándose hasta llegar a su quiebre, pese a que ambos no firmaron los papeles de divorcio.
Con respecto a la escritura, Dan Reynolds explicó en la entrevista que otorgó a Beats 1 con Zane Lowe:

«Entonces, este último año me divorcié, pero nunca firmamos los papeles. Así que estuve en casa y decidimos: "Bueno, esperemos un momento". Entonces, ahora estamos saliendo y pensamos: "Es extraño", porque estábamos separados pero estamos saliendo. «Bad Liar» fue co-escrita con Aja y lo escribimos justo antes de separarnos. Mientras lo hacíamos, sabíamos de qué se trataba, pero tampoco hablamos de qué se trataba. Bastante salvaje porque la canción obviamente trata sobre una relación tumultuosa. Comienza diciendo: "Silencio, querida, ha sido un año difícil", y ahí era realmente donde estábamos. Sabes, no podemos fingir. No podíamos mentirnos y decirnos que estaba bien porque no lo estaba. Y creo que en cierto modo percibimos que esto podría ser nuestro fin. Y entonces, justo cuando nos separamos, salió «Next To Me» y este video musical de la muerte de ambos. Fue realmente extraño. Era como si el universo nos estuviera preparando para lo que inevitablemente iba a suceder. […] Es interesante porque fue muy difícil para mí escucharlo durante los últimos meses sabiendo que iba a salir, pero ahora lo escucho y me encanta porque Aja y yo volvemos a estar juntos ahora mismo.»

La vocalista de Nico Vega, Aja Volkman, habló en Instagram acerca de su participación en «Bad Liar» y de su relación con Dan Reynolds:

«Este ha sido un año loco. Dan y yo escribimos esta canción juntos y no creo que ninguno de nosotros supiera que se trataba de nosotros. Esta es una canción realmente honesta y llena de tanta emoción. Gracias Jorgen Odegard por darle vida a la producción. Y gracias a Imagine Dragons por siempre brindarles a otros artistas la oportunidad de colaborar contigo. Y para aquellos de ustedes que se preguntan qué diablos está pasando entre Dan y yo... ¿no les encantaría saberlo?»

## Recepción

### Crítica
Idolator llamó a la canción: «Un himno de ruptura brutalmente honesto», y lo describió como: «Crudo y despojado».Mientras que Billboard comparó el peso lírico de la canción con la también canción de la banda, «Demons».

### Comercial
«Bad Liar» alcanzó el número 56 en el Billboard Hot 100 de Estados Unidos. Encabezó las listas en República Checa y Letonia, y alcanzó el top 10 en Bélgica, Finlandia, Eslovaquia y Suiza; así como el top 20 en Australia, Austria, Alemania, Italia, Nueva Zelanda, Noruega, Polonia, Singapur y Suecia.

## Video musical
El 24 de enero de 2019 se lanzó un video musical de la canción. El video se centra en una pareja de secundaria, mientras que corta a la banda tocando la canción en el estacionamiento de esa escuela varias veces a lo largo del video. El video continúa agregando un tono siniestro con las sombras oscuras circundantes y el uso de la levitación ficticia. Fue dirigida por Ryan Reichenfeld y fue filmada en Green Valley High School, en Henderson, Nevada. El video presenta a la bailarina Autumn Miller con coreografía de Marissa Osato. Digital Journal alabó el videoclip en una reseña donde le dio una calificación de «A», a la vez que dijo: «Dan Reynolds canta «Bad Liar» con mucho corazón y alma, y no teme ser crudo y vulnerable».

## Presentaciones en vivo
«Bad Liar» fue interpretó por primera vez en el Cosmopolitan de Las Vegas el 7 de noviembre de 2018 durante el «Origins Experience», junto con los demás sencillos promocionales de «Origins»: «Natural», «Zero» y «Machine». Más tarde volvió a ser presentada por la banda en el espectáculo de medio tiempo del National College Football Football Championship en el año 2019, en compañía de un fragmento de la canción «Uproar» del rapero Lil Wayne.

## Lista de canciones
| Bad Liar: Descarga digital |            |                 |          |  |
| N.º                        | Título     | Artista(s)      | Duración |  |
| 1.                         | «Bad Liar» | Imagine Dragons | 4:20     |  |

## Créditos
Adaptado del booklet de «Origins».
Bad Liar
- Interpretado por Imagine Dragons.
- Escrito por Dan Reynolds, Wayne Sermon, Ben McKee, Daniel Platzman, Aja Volkman, Jorgen Odegard.
- Publicado por Imagine Dragons Publishing (BMI) / Universal/KIDinaKORNER, Red Inside Publishing (BMI), Jorgen Odegard pub designee (BMI) y Warner-Tamerlane Publishing Corp.
- Producido por Jorgen Odegard.
- Grabado en “Ragged Insomnia Studio” (Las Vegas, Nevada).
- Ingeniería por Wayne Sermon y Jorgen Odegard.
- Mezclado por Serban Ghenea.
- Ingeniería de Mezcla por John Hanes.
- Mezclado en “MixStar Studios” (Virginia Beach, VA).
- Masterizado por Randy Merrill en “Sterling Sound” (Nueva York).

℗ 2018 KIDinaKORNER/Interscope Records
Imagine Dragons
- Dan Reynolds: Voz, Teclados y voces de fondo.
- Wayne Sermon: Guitarra, Violín y voces de fondo.
- Ben McKee: Bajo, Teclados y voces de fondo.
- Daniel Platzman: Batería, Percusión, Viola y voces de fondo.

## Listas de Popularidad
| País            | Lista                             | Mejor posición |
| 2019            | 2019                              | 2019           |
| --------------- | --------------------------------- | -------------- |
| Australia       | ARIA                              | 20             |
| Austria         | Ö3 Austria Top 40                 | 13             |
| Bélgica         | Ultratop 50 Flanders              | 10             |
| Bélgica         | Ultratop 50 Wallonia              | 3              |
| Canadá          | Canadian Hot 100                  | 50             |
| República Checa | Rádio Top 100                     | 1              |
| República Checa | Singles Digitál Top 100           | 1              |
| Finlandia       | Suomen virallinen lista           | 10             |
| Francia         | SNEP                              | 41             |
| Alemania        | Official German Charts            | 16             |
| Alemania        | Airplay Chart                     | 1              |
| Hungría         | Single Top 40                     | 31             |
| Hungría         | Stream Top 40                     | 5              |
| Italia          | FIMI                              | 16             |
| Irlanda         | IRMA                              | 36             |
| Letonia         | Latvijas Top 40                   | 1              |
| Luxemburgo      | Billboard Digital Songs           | 1              |
| Países Bajos    | Dutch Top 40                      | 9              |
| Países Bajos    | Single Top 100                    | 36             |
| Nueva Zelanda   | Recorded Music NZ                 | 16             |
| Noruega         | VG-lista                          | 17             |
| Polonia         | Polish Airplay Top 100            | 2              |
| Portugal        | AFP                               | 18             |
| Escocia         | Official Charts Company           | 82             |
| Singapur        | RIAS                              | 18             |
| Eslovaquia      | Rádio Top 100                     | 1              |
| Eslovaquia      | Singles Digitál Top 100           | 2              |
| Eslovenia       | SloTop50                          | 9              |
| España          | PROMUSICAE                        | 80             |
| Suecia          | Sverigetopplistan                 | 17             |
| Suiza           | Schweizer Hitparade               | 4              |
| Reino Unido     | Official Charts Company           | 44             |
| Estados Unidos  | Billboard Hot 100                 | 56             |
| Estados Unidos  | Billboard Adult Top 40            | 11             |
| Estados Unidos  | Billboard Adult Alternative Songs | 14             |
| Estados Unidos  | Billboard Alternative Songs       | 8              |
| Estados Unidos  | Billboard Rock Airplay            | 9              |
| Estados Unidos  | Billboard Hot Rock Songs          | 2              |
| Estados Unidos  | Billboard Mainstream Top 40       | 21             |

## Certificaciones
| Territorio     | Organismo certificador | Certificación | Ventas certificadas | Simbolización | Ref.         |              |              |              |
| Norteamérica   | Norteamérica           | Norteamérica  | Norteamérica        | Norteamérica  | Norteamérica | Norteamérica | Norteamérica | Norteamérica |
| -------------- | ---------------------- | ------------- | ------------------- | ------------- | ------------ | ------------ | ------------ | ------------ |
| Estados Unidos | RIAA                   | Platino       | 1,000,000           |               | [ 54 ]       |              |              |              |
| Europa         |                        |               |                     |               |              |              |              |              |
| Italia         | FIMI                   | Oro           | 25,000              |               | [ 55 ]       |              |              |              |
| Austria        | IFPI Austria           | Oro           | 15,000              |               | [ 56 ]       |              |              |              |
| Alemania       | BVMI                   | Oro           | 200,000             |               | [ 57 ]       |              |              |              |
| Francia        | SNEP                   | Oro           | 100,000             |               | [ 58 ]       |              |              |              |
| Oceanía        |                        |               |                     |               |              |              |              |              |
| Australia      | ARIA                   | Platino       | 70,000              |               | [ 59 ]       |              |              |              |
| Nueva Zelanda  | RMNZ                   | Oro           | 15,000              |               | [ 60 ]       |              |              |              |

## Historial de lanzamientos
| País           | Fecha                  | Formato                | Discográfica                    | Ref.   |
| -------------- | ---------------------- | ---------------------- | ------------------------------- | ------ |
| Varios         | 6 de noviembre de 2018 | Descarga digital       | KIDinaKORNER Interscope Records | [ 61 ] |
| Estados Unidos | 29 de enero de 2019    | Alternative radio      | Interscope Records              | [ 62 ] |
| Estados Unidos | 5 de febrero de 2019   | Contemporary hit radio | Interscope Records              | [ 63 ] |